# Allium purpureotunicatum
Allium purpureotunicatum — вид квіткових рослин з підродини цибулевих, що зростає в Туреччині (західна Анатолія, провінція Кютахья). Це геофіт, що росте на вапнякових мергельних схилах. За морфологічними ознаками належить до sect. Scorodon. Подібна до A. sibthorpianum і A. rumelicum, але відрізняється коротшими листочками оцвітини, довшими нитками та морфологією маточки. Він також нагадує A. stamineum тим, що має рожеві квітки, тичинки значно довші за оцвітину і кулясту зав'язь, але відрізняється від нього тим, що має чітко смугасті та багряно-рожеві внутрішні оболонки, а також меншу кількість квіток. Відповідно до критеріїв МСОП природоохоронний статус виду оцінюється як «під загрозою зникнення» (EN).